# Kecske (heraldika)

Kecskemét címere

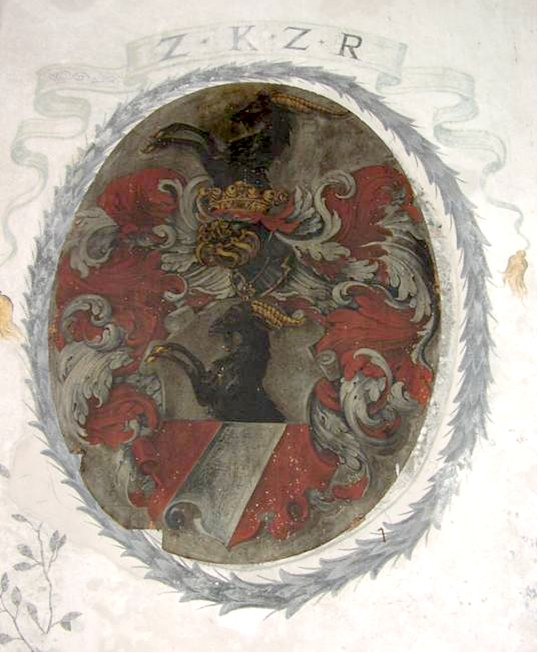
Zikmund Kozel z Rýzntálu (1548 - 1598), gazdag Kutná Hora-i polgár címere (Kozel a. m. kecske)

A kecske (őz, Ziege, latinul: caprea) a heraldikában rövid, enyhén íves, szarvakkal, szakállal ábrázolt állat. Leginkább ágaskodó helyzetben
fordul elő. Ha a szarva egyenes vagy enyhén ívelt, bak, ha egyenes, de rövid, zerge, ha csigavonalban meggörbült, kos. Mivel a kőszáli kecske háziasított fajtája és szelíd vérmérsékletű, ami nem igen teszi alkalmassá előnyösnek tartott emberi tulajdonságok kifejezését, a címertanban viszonylag ritka és leggyakrabban vallási összefüggésben vagy beszélő címerként fordul elő, mint például Kecskemét címerében. Egyes ábrázolásmódjait nehéz elkülöníteni a baktól vagy a zergétől.
Számos heraldikai megjelenése vallási eredetre nyúlik vissza. Kecskemét 14. századi pecsétjén a város patrónusa, Szent Miklós látható pásztorbottal, mely az alján kecskefejjel van díszítve. A kecskefejből a 16-17. században fokozatosan a város ágaskodó kecskét ábrázoló címere lett. Az Arad megyei Lázár család címerében "öklelő kecskefej" van.
A heraldikában előfordulnak a kos- vagy kecskeszarvas nőábrázolások és néha a kosfejű és sastestű kecskesas (de: Ziegenadler) is.
A régi hiedelemvilágban termékenységi jelkép, az Ég, a szerelmi vágy, a bujaság szimbóluma. Dionüszosz szőlőisten állataként gyakran ábrázolják szőlőtővel. Ez látható például a Hanva nemzetség címerében. Bacchus és Juno kultuszában a "tejelő" fügével együtt szerepel (vö. latin caprificus 'fügefa'). A keresztény szimbolikában a Bujaság és az elkárhozottak jelképe. A középkorban a fekete kecskebak a boszorkányszombatokon elnöklő sátán képmása, míg az állatöv halfarkú bak csillagképe
(Capricornus) Jézusnak is az egyik szimbóluma volt. Ennek halteste a Krisztus születésével kezdődő Halak korszakára, kecskefeje az ószövetségi bűnbak és az áldozati gödölye megfelelője. Gyakran ábrázolták bakkecsketesttel az egyszarvút is.